# 大卫·罗伊
大卫·罗伊（英語：David Lowe）是一位英国当代作曲家，主要致力于台名識別、廣告配樂等電子傳媒音乐领域。

## 簡介
罗伊的知名作品為BBC新闻节目的主题音乐（BBC countdown）。英国的许多其他电视节目也使用他创作的音乐，比如Channel 4的Grand Designs，Channel 5的汽车节目5th Gear。迪拜的Al Arabiya新闻频道，印度的NDTV（新德里电视台）和挪威的TV2也都使用他创作的音乐。
1998年，他以“Touch and Go”名义发表的单曲“Would You...?”成为英国排行榜第三名的热门歌曲。这首曲子在1999年初在欧洲其他地区也成为大热曲目。他的专辑“I've Noticed You Around”在东欧和俄罗斯更产生了多首热门歌曲。他的歌曲"Straight...to Number One"被苹果公司选择美国iTunes网站的开幕歌曲。同样在美国，他1998年专辑中的每一首歌都被用在了电影、电视或者商业广告中。
2005年，罗伊接受英国作曲家协会的邀请为第50届Ivor Novello奖的颁奖典礼创作音乐。同年，他被Staffordshire大学授予荣誉博士头衔。2006年他应邀为英国电影电视艺术学会的电影电视奖和BBC的冬奥会报道创作音乐。
大卫·罗伊的第一张专辑《追梦人》（Dreamcatcher）出版于1997年。他在当年的多个世界音乐、艺术和舞蹈节（WOMAD）上表演了这张专辑。2004年，他应该组织邀请，为关于Tropical Biome的“伊甸园计划”创作背景音乐。在次年于英国里丁举行的世界音乐、艺术和舞蹈节上，他表演了他创作的音乐。随后他又添加了一些曲目，在Oval唱片公司发表了他的又一张专辑"What...is In Between?"。罗伊在"Still The Greatest"这首歌曲中担任主唱。这张专辑中他和歌手、诗人兼小说家Benjamin Zephaniah和日本艺术家Mieko Shimizu进行了合作。
2009年10月至11月，David Lowe为中国中央电视台英语新闻频道制作了"2009年CCTV杯英语演讲大赛"的所有音乐。这是他第一次和中国的媒体机构合作。之后他又创作了CCTV-1的节目ID。